# Kremlin
 La palabra kremlin (del ruso: кремль /  Kreml) (pronunciado /krʲemlʲ/ⓘ) designa a la ciudadela de una ciudad. Las urbes antiguas de Rusia no estaban custodiadas por murallas, sin embargo, sus respectivas partes centrales (donde estaba situada la catedral, el palacio del soberano, entre otros edificios relevantes), sí estaban rodeadas por estas defensas.

## Los kremlin de Rusia
- Patrimonio de la Humanidad:
  - El Kremlin de Moscú, en la ciudad de Moscú. En marzo de 1918, el gobierno soviético se trasladó desde Petrogrado a Moscú y ocupó el Kremlin. Actualmente es sede del gobierno; El Kremlin y la Plaza Roja, 1990.
  - Kremlin de Kazán, en la ciudad de Kazán; Complejo histórico y arquitectónico del Kremlin de Kazán, 2000.
  - Kremlin de Nóvgorod, en la ciudad de Nóvgorod; Conjunto monumental de Nóvgorod y alrededores, 1992.
  - Kremlin de Súzdal, en la ciudad de Súzdal; Monumentos Blancos de Vladímir y Súzdal, 1992.
  - Monasterio de Solovetsky, en las islas Solovetsky; Conjunto Histórico y Cultural de las Islas Solovetsky, 1992.

- Existentes:
  - Kremlin de Pskov, en la ciudad de Pskov.
  - Kremlin de Smolensk, en la ciudad de Smolensk.
  - Kremlin de Rostov, en la ciudad de Rostov.
  - Kremlin de Tula, en la ciudad de Tula.
  - Kremlin de Nizhni Nóvgorod, en la ciudad de Nizhni Nóvgorod.
  - Kremlin de Tobolsk, en la ciudad de Tobolsk.
  - Kremlin de Kolomna, en la ciudad de Kolomna.
  - Kremlin de Zaraisk, en la ciudad de Zaraisk.
  - Kremlin de Astracán, en la ciudad de Astracán.
  - Fortaleza de Ivángorod, en la ciudad de Ivángorod.
  - Fortaleza de Carelia, en la ciudad de Priozersk.
  - Fortaleza de San Pedro y San Pablo, en la ciudad de San Petersburgo.

## Galería

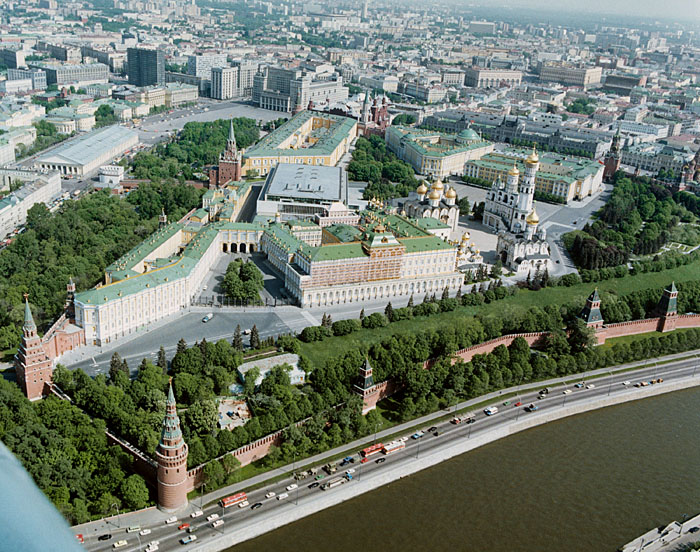
El Kremlin de Moscú a vista de pájaro.
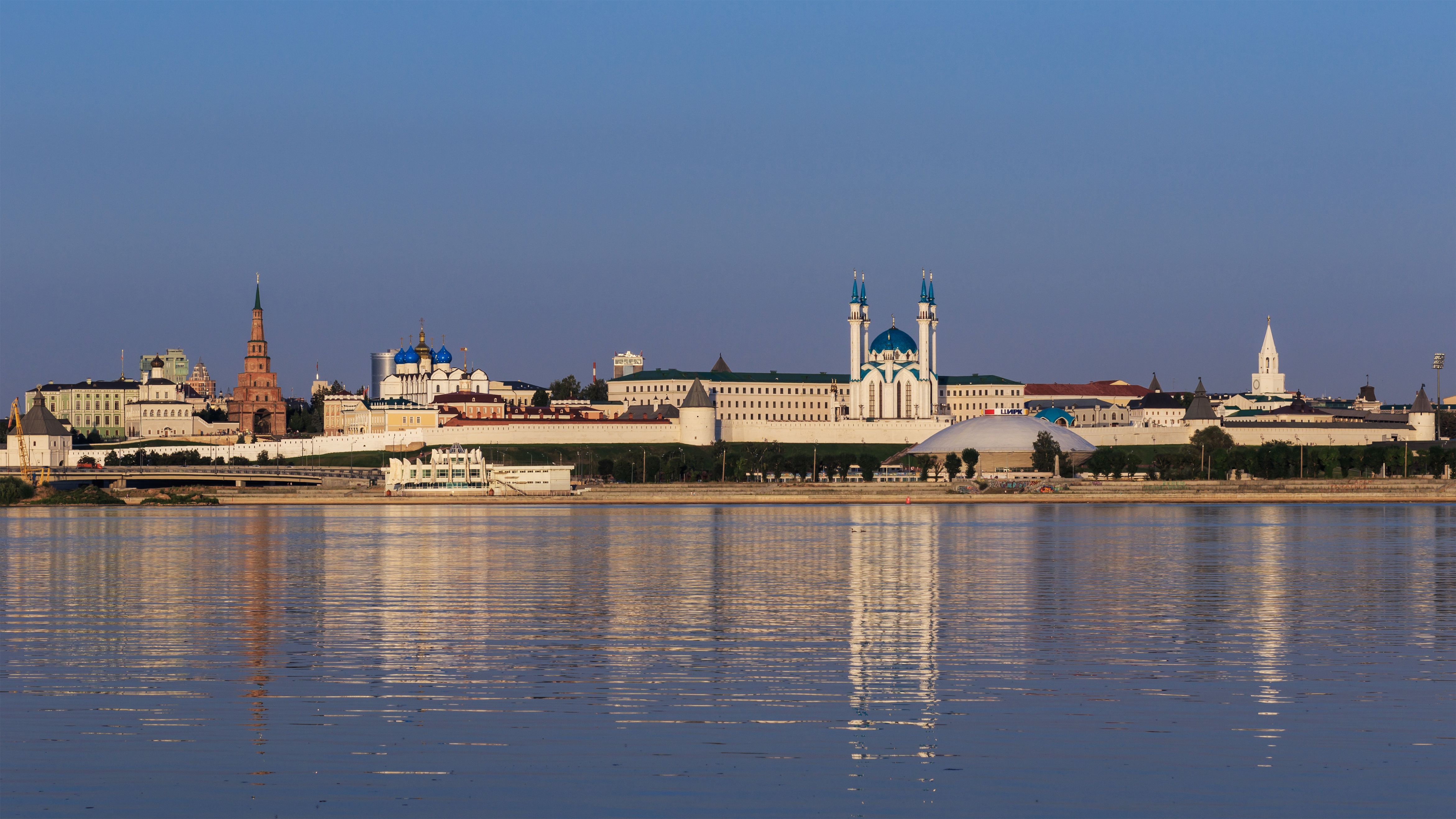
Vista del Kremlin de Kazán.
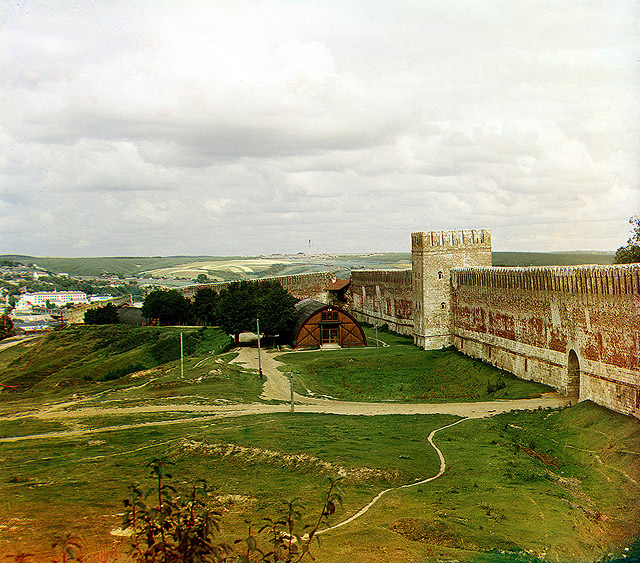
Muro del Kremlin de Smolensk en 1912. Foto de Serguéi Prokudin-Gorski.
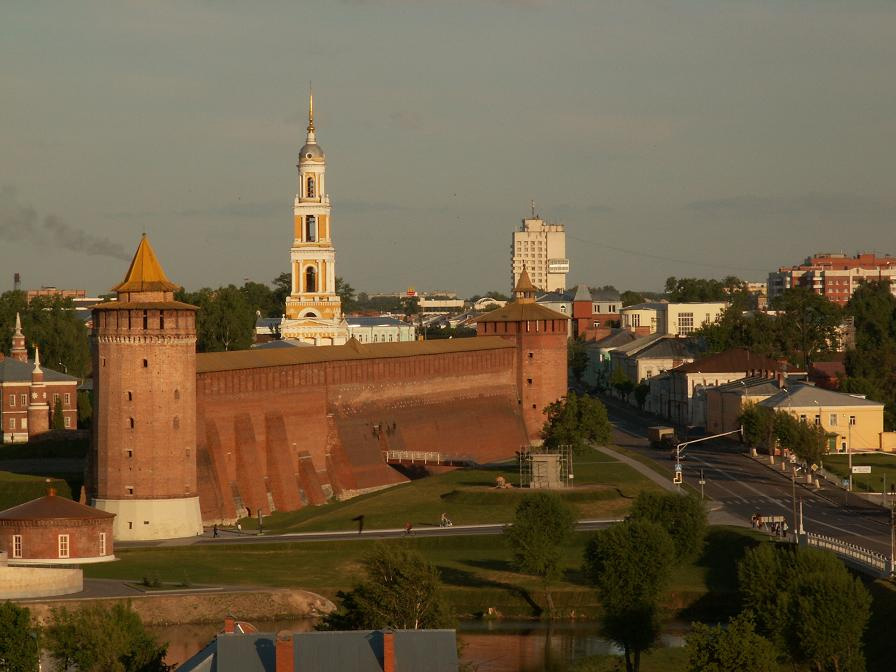
Restos de la Kremlin de Kolomna.
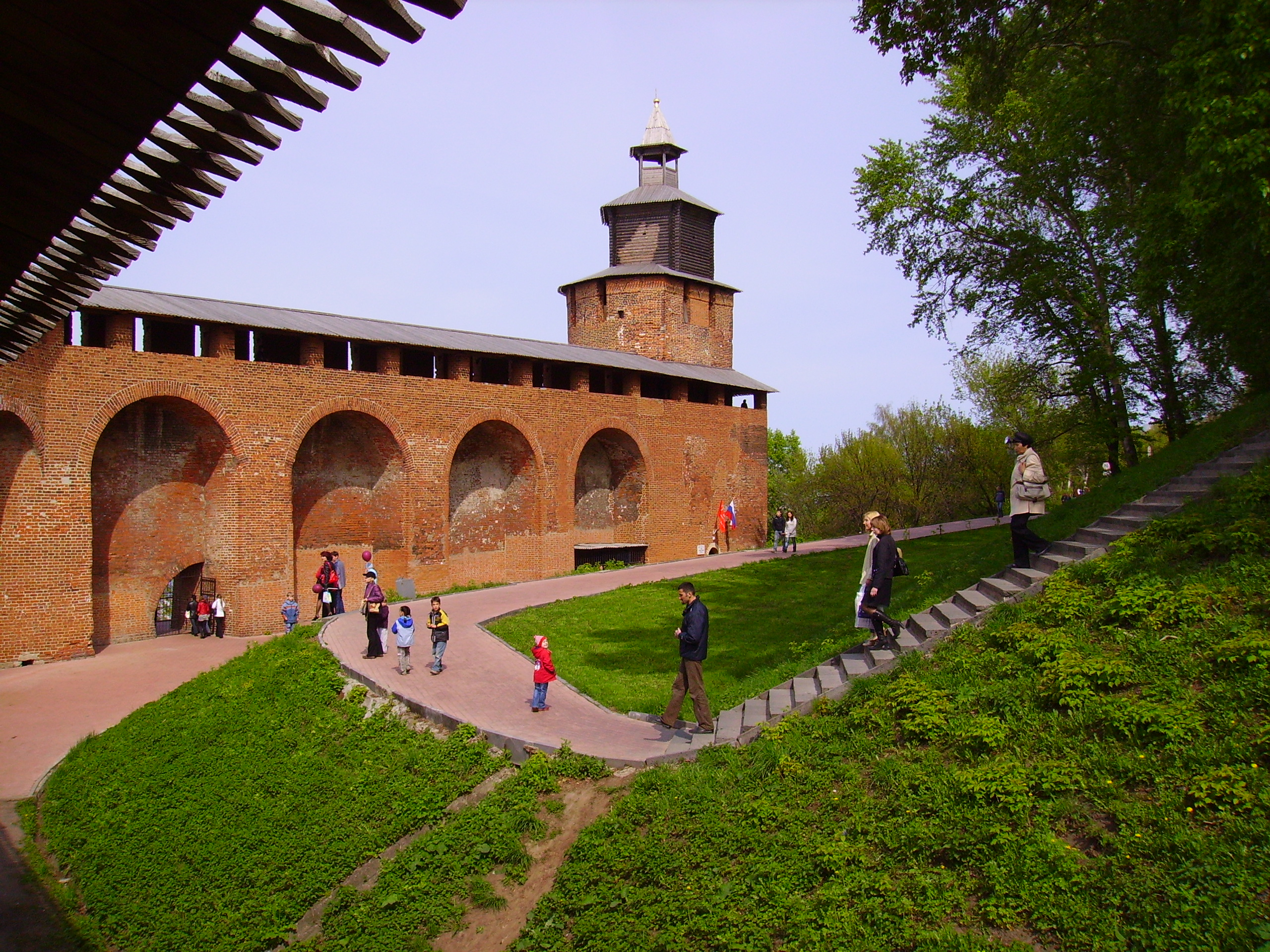
Kremlin de Nizhni Nóvgorod.
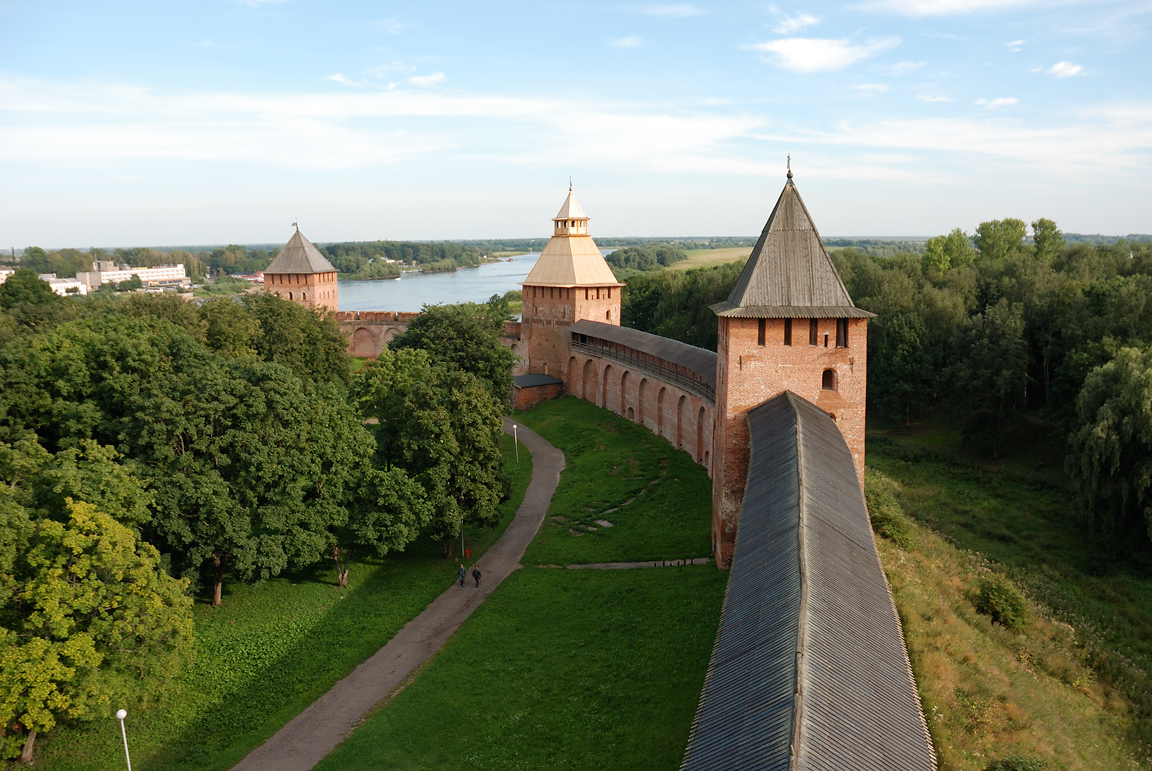
Muralla del Kremlin de Nóvgorod.
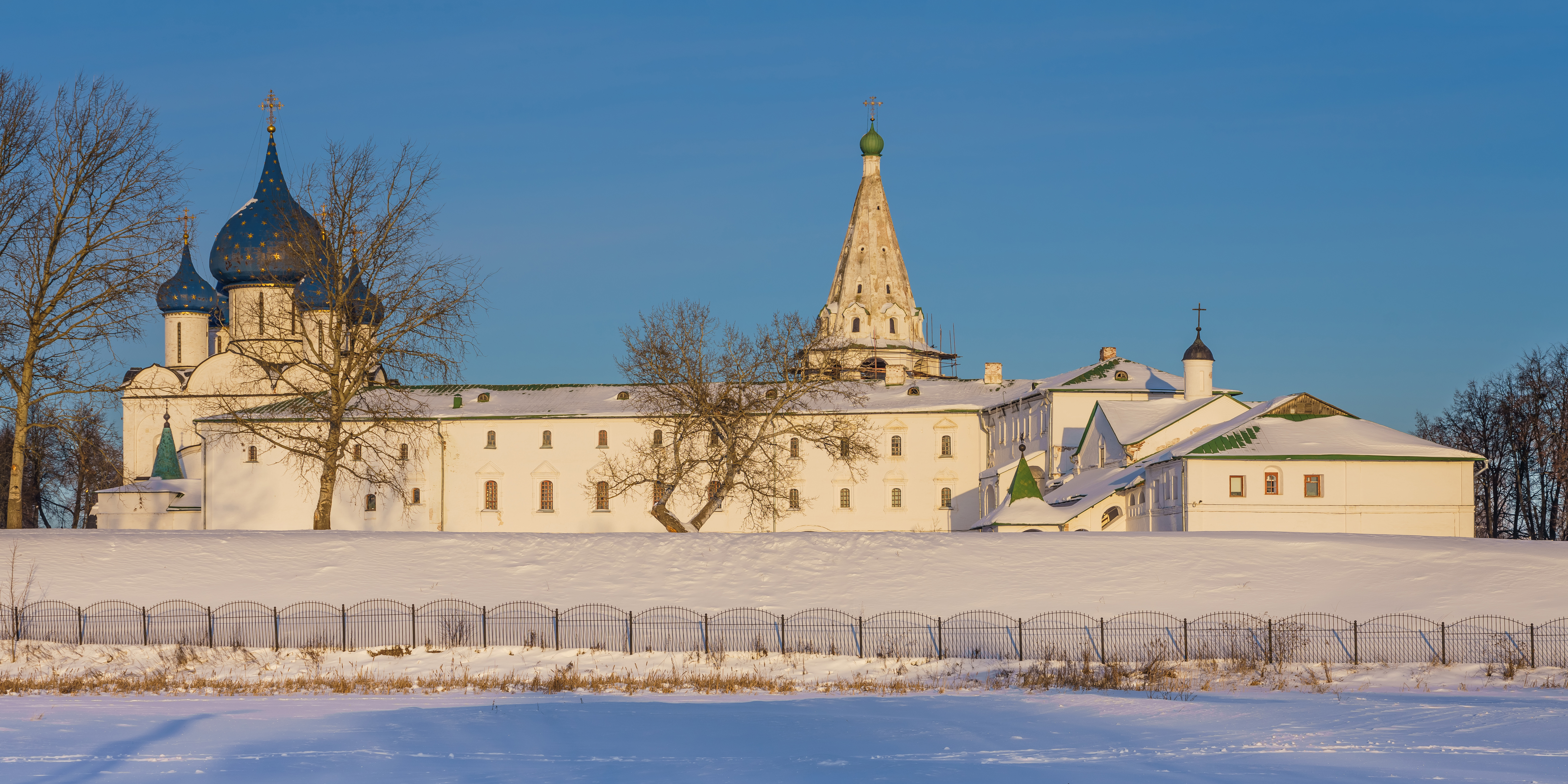
Vista del Kremlin de Súzdal.
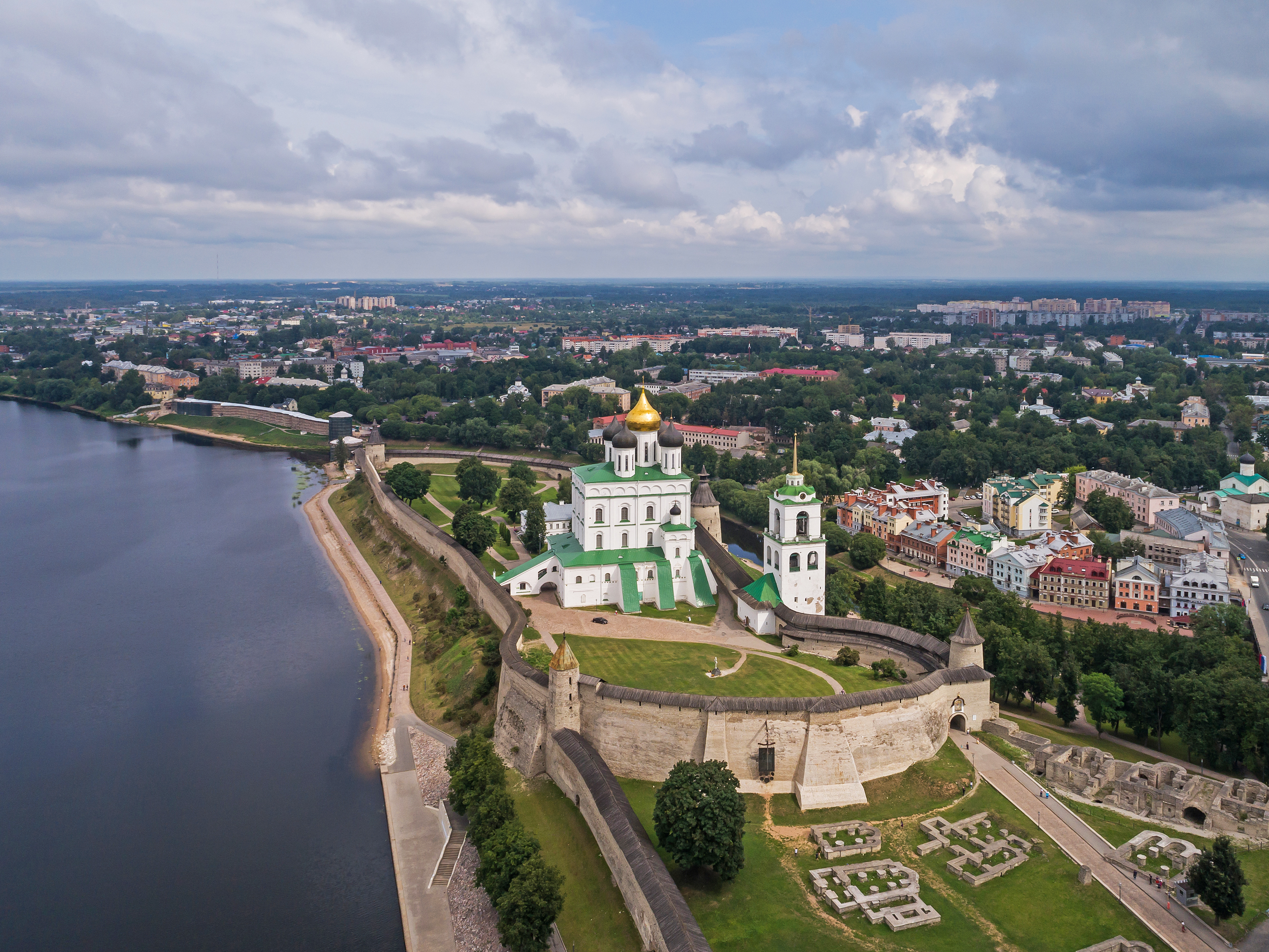
Kremlin de Pskov
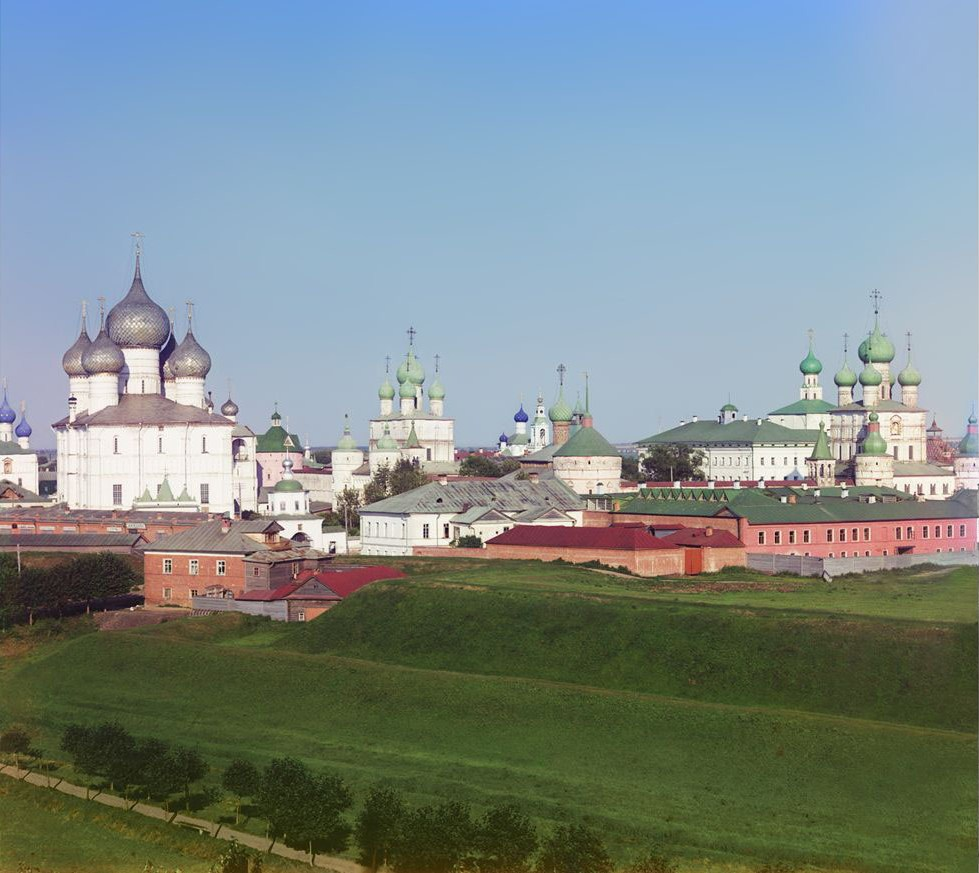
Kremlin de Rostov.
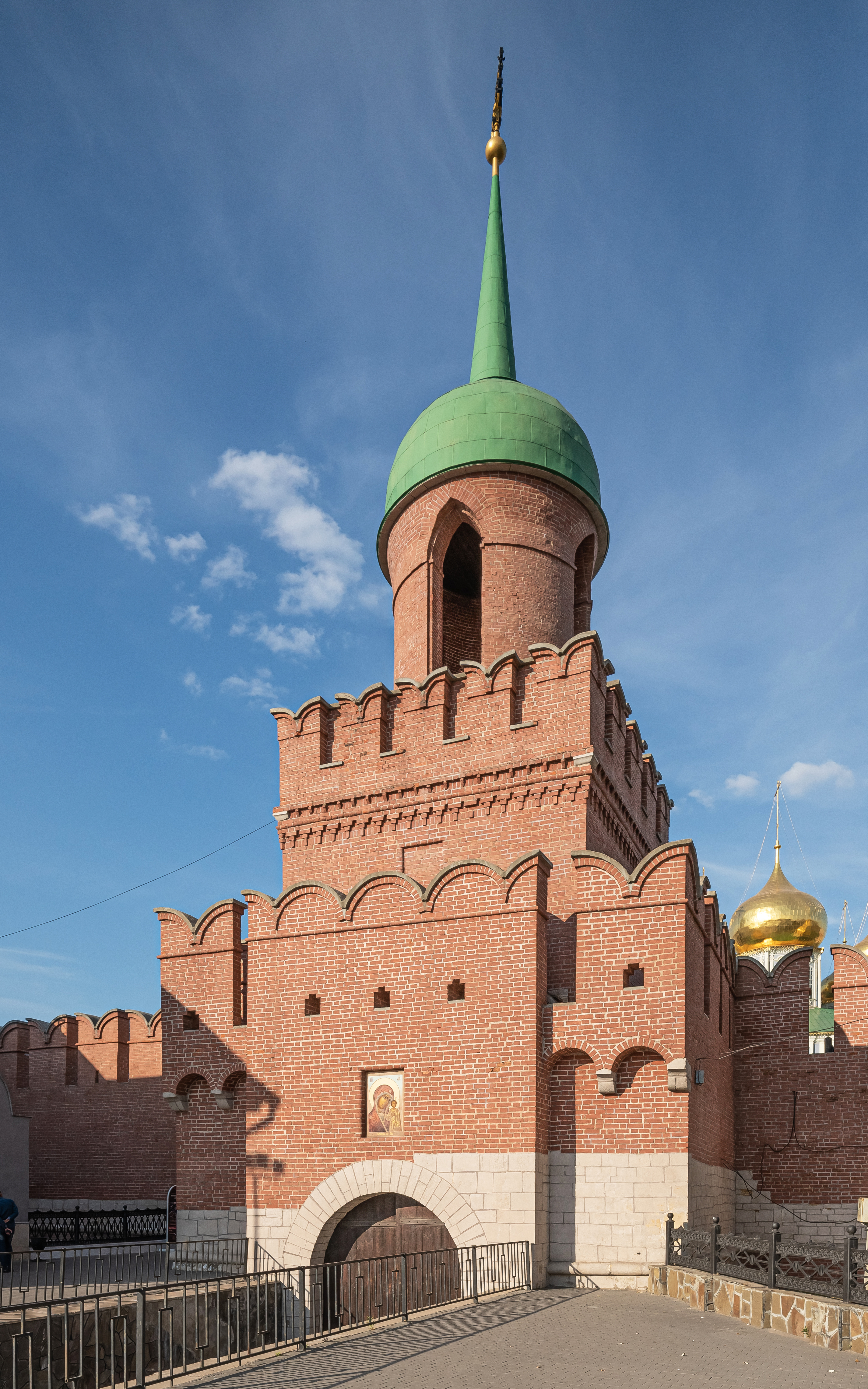
Kremlin de Tula.
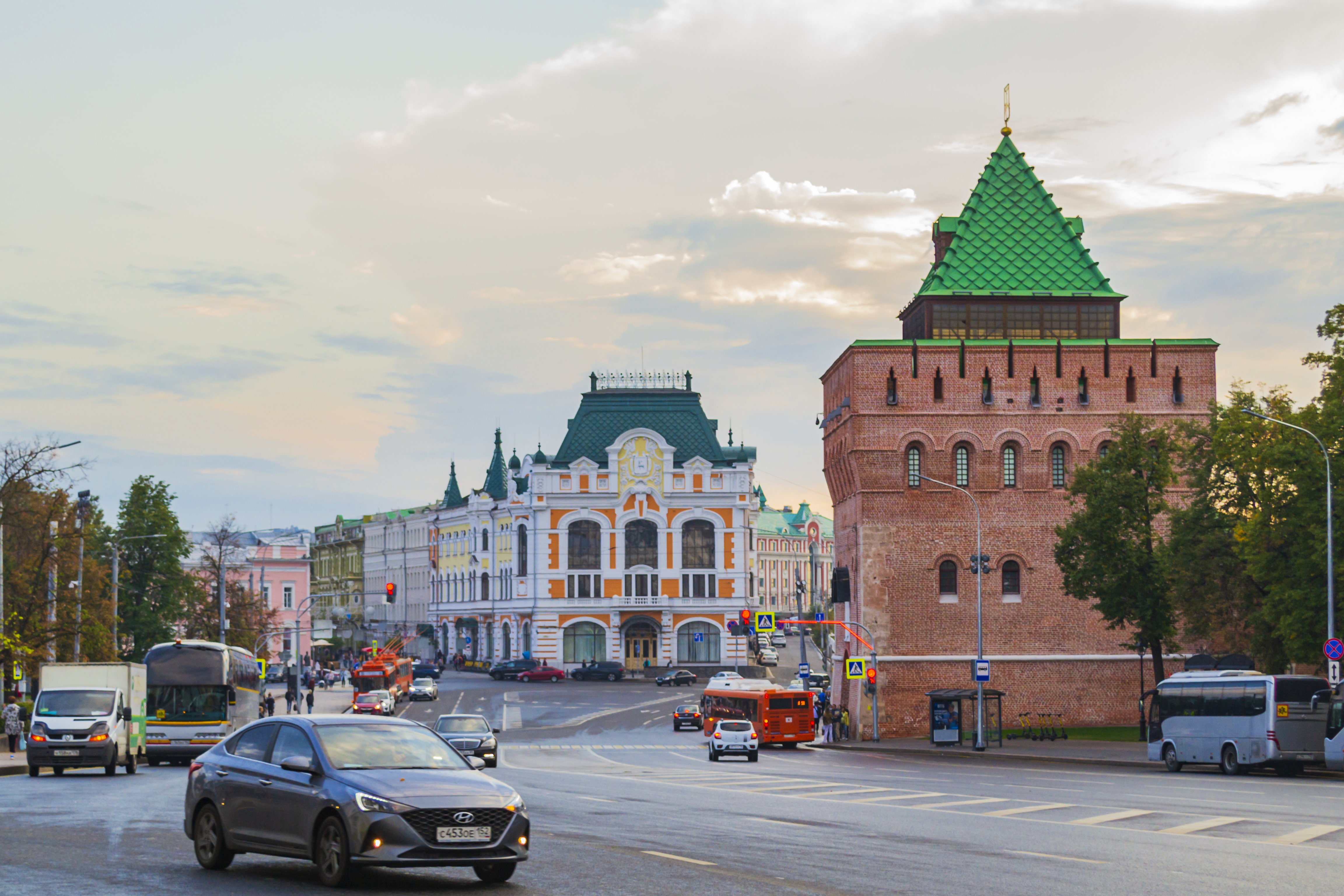
Torre de San Dimitrio, la puerta principal del Kremlin de Nizhni Nóvgorod.
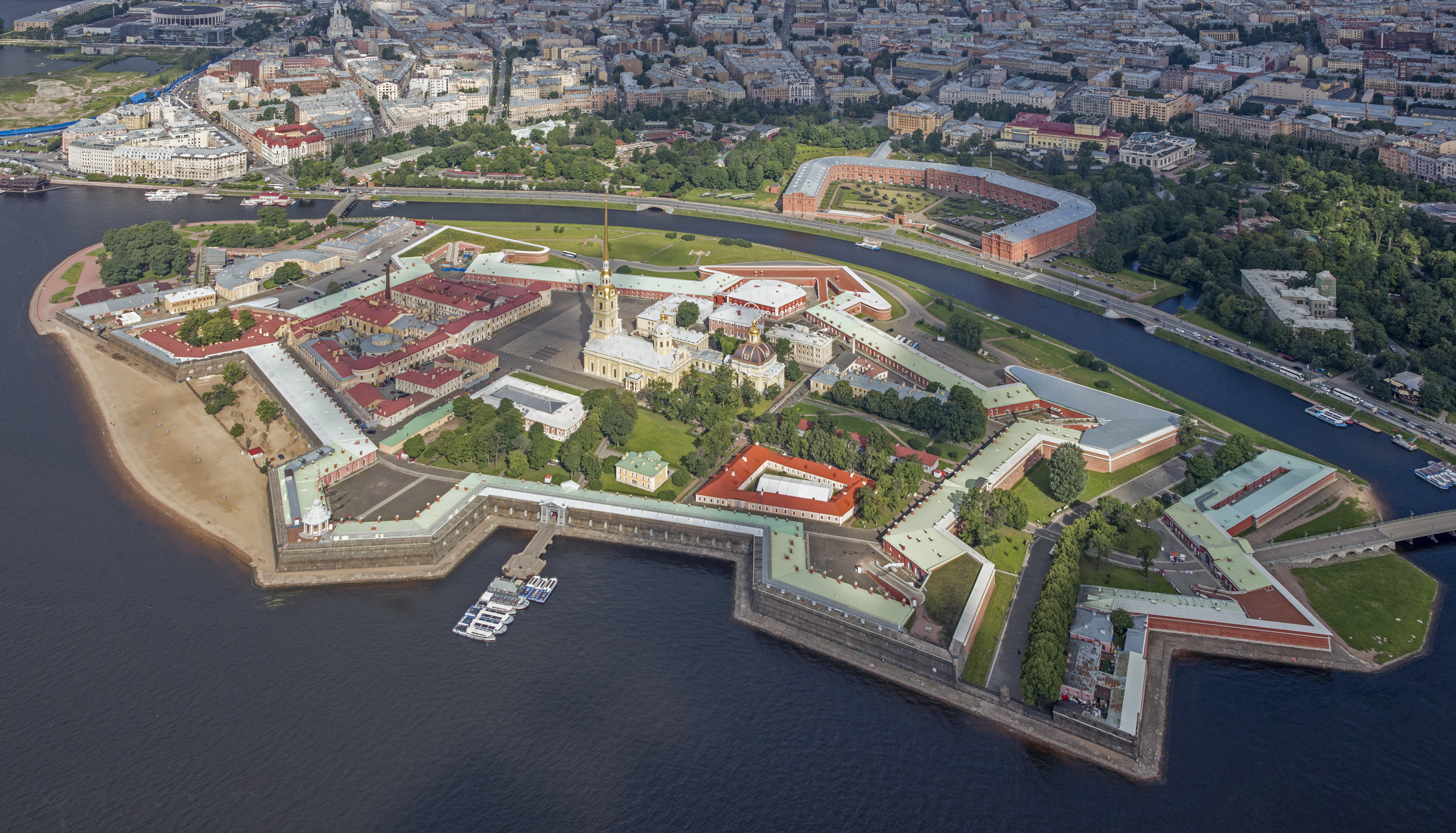
Vista aérea de la Fortaleza de San Pedro y San Pablo
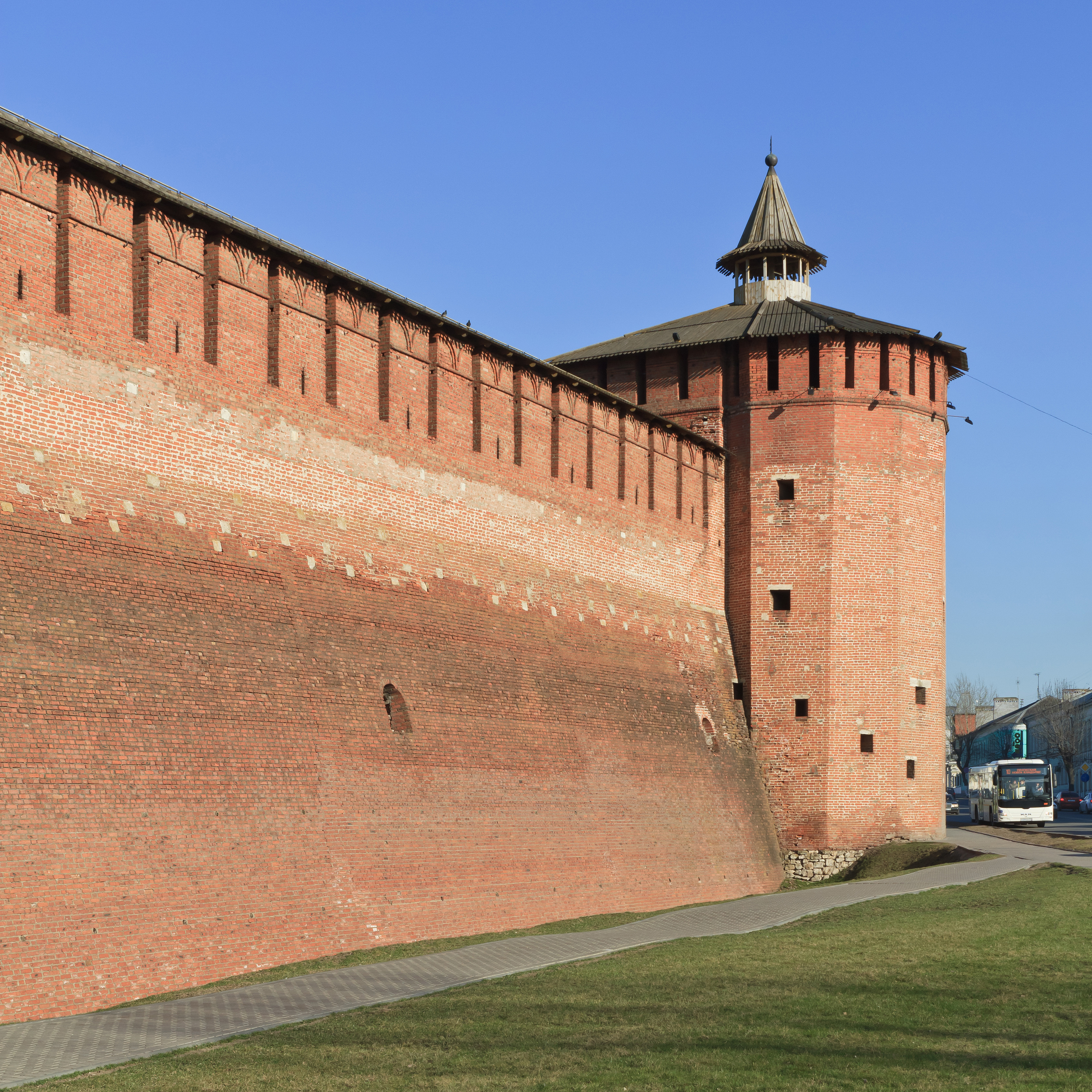
Muro del Kremlin de Kolomna.
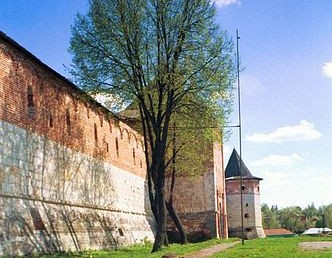
Pared del Kremlin de Zaraisk.
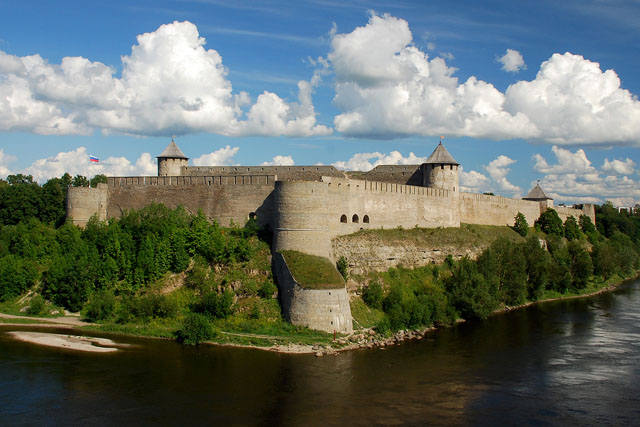
Reconstrucción de la Fortaleza de Ivángorod.
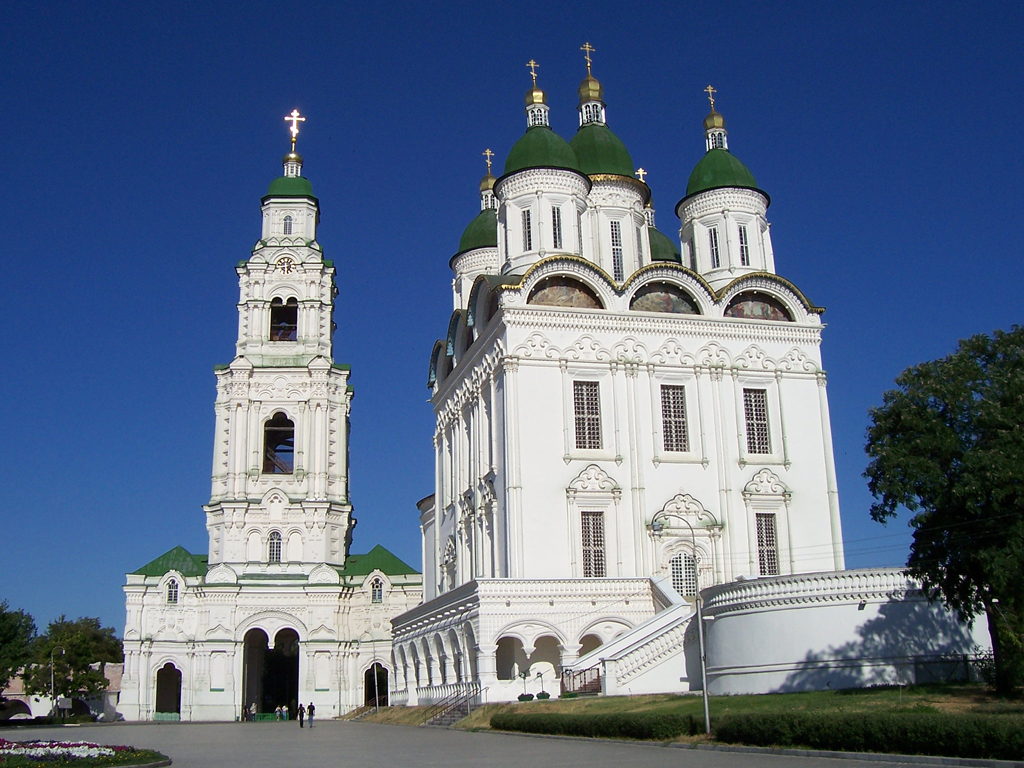
Catedral de la Dormición en el Kremlin de Astracán. (1700–1710).
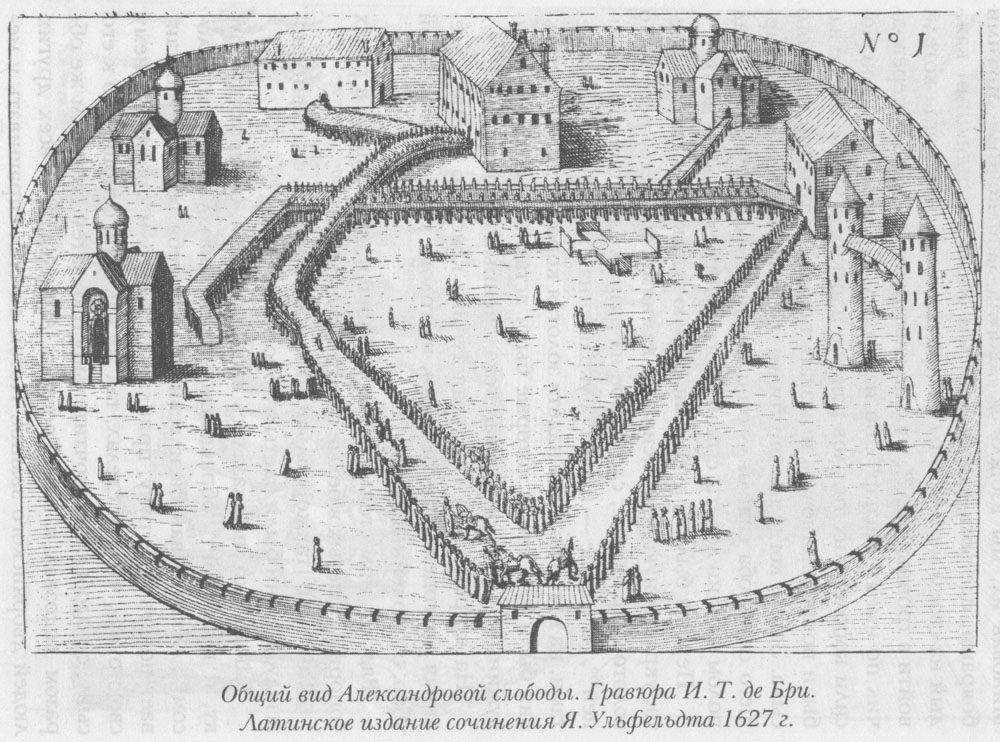
Kremlin de Aleksándrov en el Siglo XVI.
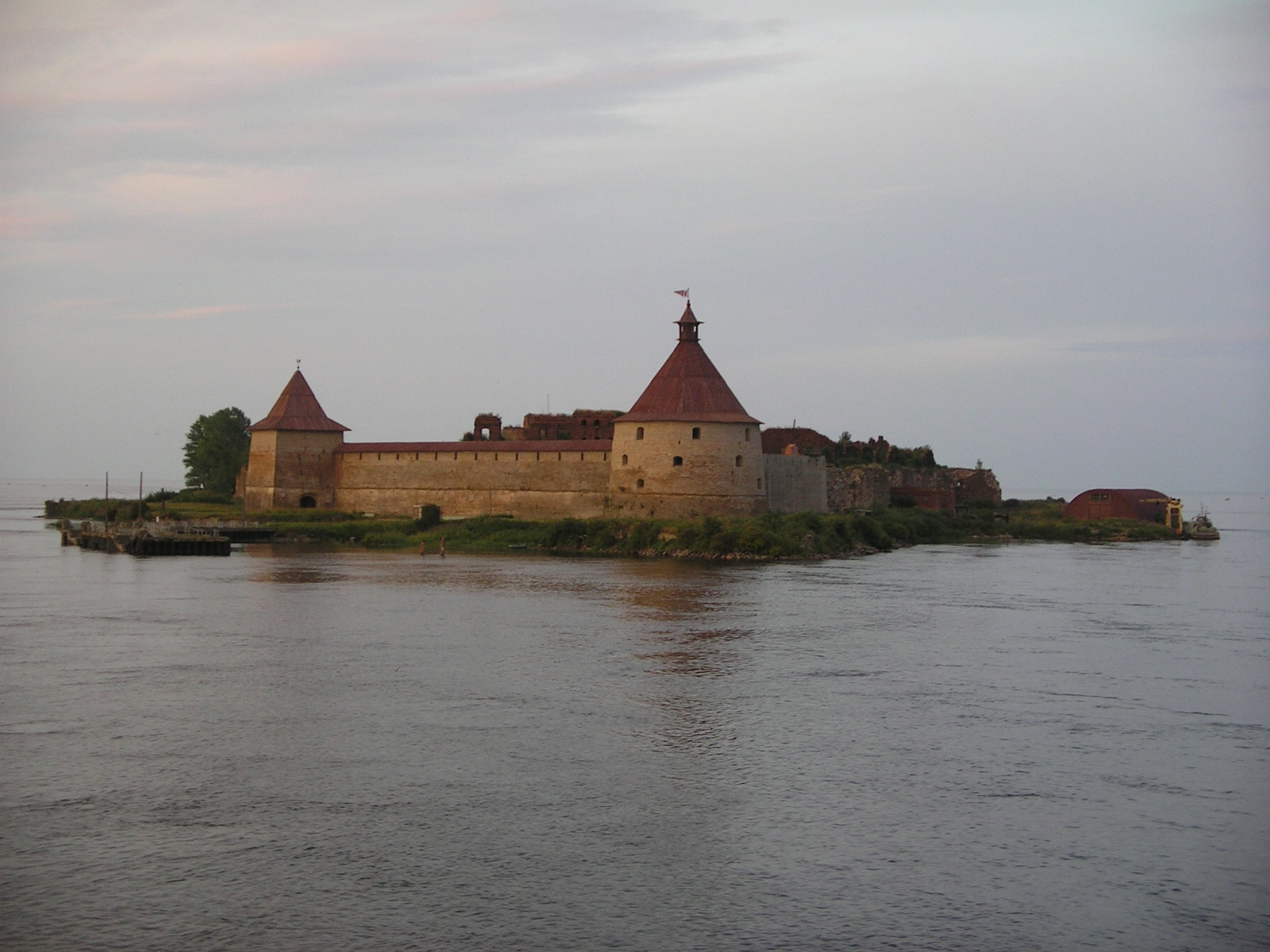
Fortaleza de Oréshek.